# All England Lawn Tennis and Croquet Club

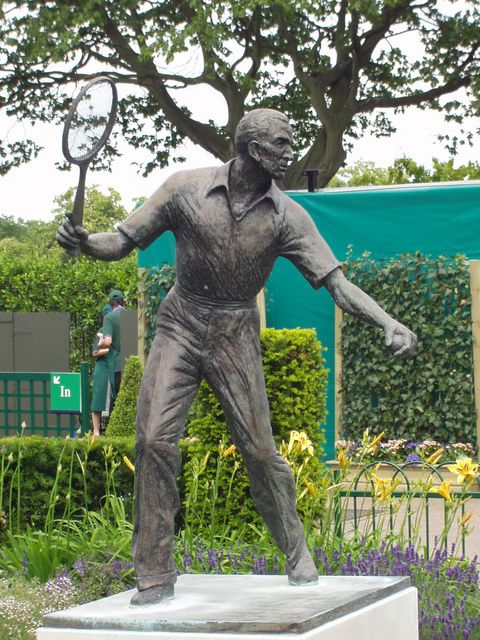
Statuia lui Fred Perry de la All England Lawn Tennis and Croquet Club

All England Lawn Tennis and Croquet Club (AELTCC) este un club situat în burgul londonez Merton. Acesta a fost fondat în anul 1868 sub denumirea de All England Croquet Club, organizând turneul de șlam de la campionatul de tenis Wimbledon încă din 1877. Apoi, denumirea a fost schimbată în versiunea actuală. Dezvoltarea rapidă a disciplinei de tenis a cauzat ștergerea temporară din titlu a cuvântului Croquet (crochet) între anii 1882 și 1889.
AELTCC este un club de tenis în plină desfășurare, reunind aproximativ 350 de membri ai acestuia, 100 fiind jucători activi, și mulți alți membrii onorifici precum câștigătorii turneului de tenis Wimbledon. În acesta se regăsește Muzeul Wimledon Lawn Tennis, care are și el un teren de crochet, fiind însă prea mic pentru partide de performanță.
Infrastructura clubului constă în prezent în 19 terenuri de tenis de câmp (niciunul pentru antrenamente), inclusiv terenul faimos de la Wimbledon. După ce stadionul principal al clubului a fost renovat în luna aprilie a anului 2009, acesta beneficiază de 15.000 de scaune pentru spectatori. În plus, are și un acoperiș retractabil ce favorizează partidele din timpul nopții și pe timp de ploaie.
Al doilea obiectiv ca mărime al clubului este Terenul nr. 1, care a fost construit în 1997, care are o capacitate de aproximativ 11.500 de spectatori. Terenul este des folosit în Cupa Davis (centrul de tenis este dedicat în special partidelor din turneele de mare șlem).
În anul 2012, AELTCC va găzdui probele sportive de tenis de câmp din cadrul Jocurilor Olimpice de vară din 2012 de la Londra.